# 저드 넬슨
저드 넬슨(Judd Nelson, 1959년 11월 28일 ~ )은 미국의 배우이다.

## 출연 작품
- 세인트 엘모의 열정
- 빌리어네어 보이즈 클럽 - 라이언 (조의 아버지) 역